# Jennifer O'Neill
Jennifer O'Neill, född 20 februari 1948 i Rio de Janeiro i Brasilien, är en amerikansk skådespelare.
Jennifer O'Neill föddes i Rio. I tonåren var hon en skicklig ryttare och vann många priser i olika ryttartävlingar. Hennes ryttarkarriär fick ett abrupt slut då hon föll av hästen och bröt nacken på tre ställen. Som femtonåring började O'Neill som fotomodell.
Hon hade sin filmdebut 1968 i en biroll i filmen Fästman sökes. Hennes stora genombrott kom 1971 i filmen Sommaren '42. Hon spelade även mot John Wayne i Rio Lobo (1970) och medverkade under 1970-talet i ett par filmer i Italien, däribland Luchino Viscontis Den oskyldige (1976) och Lucio Fulcis Sette note in nero (1977). Andra kända filmer är Ensam men stark (1979), med Chuck Norris, och David Cronenbergs skräckfilm Scanners (1981).
O'Neill är gift för nionde gången och har tre barn. Hon har blivit pånyttfödd kristen och abortmotståndare. Hon har skrivit ett antal böcker,  självbiografierna Surviving Myself (1999) och From Fallen to Forgiven (2002), självhjälpsboken You're Not Alone: Healing Through God's Grace After Abortion (2005) och tre romaner.

## Filmografi (urval)
- 1968 – Fästman sökes
- 1970 – Rio Lobo
- 1971 – Sommaren '42
- 1978 – Steel
- 1981 – Scanners
- 1985 – Jakten
- 1988 – Glory Days (TV-film)
- 1997 – The Ride
- 1999 – The Prince and the Surfer
- 2002 – Time Changer
- 2008 – Billy: The Early Years